# Sun Yaoting
Sun Yaoting (traditionell kinesiska: 孫耀庭?, förenklad kinesiska: 孙耀庭?, pinyin: Sūn Yàotíng), född 29 december 1902, död 17 december 1996, var den siste överlevande, kinesiske, kejsarliga eunucken. Han kastrerades vid åtta års ålder av sin far med ett enkelt rakknivssvep, han låg medvetslös i tre dagar, och kunde röra sig först efter två månader, då den sista kejsaren Puyi redan hade avsatts.. Eftersom Puyi fick bo kvar i den Förbjudna staden så fick Sun Yaoting ändå tjänst som eunuck hos den avsatte kejsaren.
Författaren Jia Yinghua har skrivit en bok om Sun Yaoting som skildrar hela hans liv från barn till gammal man. Boken (末代太监孙耀庭传 / 末代太監孫耀庭傳) publicerades 1992 och har delvis översatts till 15 främmande språk, däribland en engelsk översättning 2008, The Last Eunuch of China-The Life of Sun Yaoting (ISBN:9787508514079).